# Паздан, Михал
Михал Паздан (пол. Michał Pazdan; 21 сентября 1987, Краков) — польский футболист, защитник

## Биография

### Клубная карьера
Воспитанник краковского «Хутника», там же и начал профессиональную карьеру. Летом 2007 года перешёл в «Гурник» из Забже. В Экстраклассе дебютировал 14 сентября 2007 года в матче против бытомской «Полонии» (4:0). Всего в сезоне 2007/08 в чемпионате Польши провёл 19 матчей, а партнёрами по команде были Ежи Бженчек и Томаш Хайто. По итогам сезона 2008/09 «Гурник» занял 15 место, обогнав только «Лодзь», и вылетел в Первую лигу.
С 2012 года по 2015 год являлся игроком «Ягеллонии».
Летом 2015 года подписал контракт с варшавской «Легией». Летом 2016 года, после успешного выступления на Евро-2016, ряд английских клубов проявлял к Паздану интерес. Однако футболист остался в «Легии», в составе которой дважды стал чемпионом Польши и обладателем национального кубка.

### Карьера в сборной
В национальной сборной Польши дебютировал при тренере Лео Бенхаккере 15 декабря 2007 года в матче против Боснии и Герцеговины (1:0), Паздан начал матч в основе, но на 69-й минуте был заменён на Радослава Маевского. Паздан попал в заявку Польши на чемпионат Европы 2008 в Австрии и Швейцарии. На Евро Михал не сыграл, также как и Лукаш Гаргула.
В заявку сборной на домашний чемпионат Европы 2012 года Паздан не попал. Однако на Евро-2016 он стал одним из ключевых игроков сборной. Паздан в основном составе отыграл все пять матчей своей команды, которая дошла до 1/4 финала, где уступила по пенальти сборной Португалии. Михал был признан лучшим игроком матча группового турнира со сборной Германии, в котором поляки не позволили сопернику забить.
В мае 2018 года Паздан был включён в расширенный состав сборной Польши на чемпионат мира 2018 года.

## Достижения
Легия:
- Чемпион Польши (3): 2015/16, 2016/17, 2017/18
- Обладатель Кубка Польши (2): 2015/16, 2017/18